# Бруно Вентуріні (футболіст)
Бруно Вентуріні (італ. Bruno Venturini, нар. 26 вересня 1911, Каррара — пом. 7 березня 1991, Лечче) — італійський футболіст, воротар.
Насамперед відомий виступами за клуб «Самп'єрдаренезе», а також національну збірну Італії.
У складі збірної — олімпійський чемпіон. 

## Клубна кар'єра
У дорослому футболі дебютував 1928 року виступами за команду клубу «Каррарезе», в якій провів три сезони.
Згодом з 1931 по 1934 рік грав у складі команд клубів «Фіорентина» та «Спеція».
Своєю грою за останню команду привернув увагу представників тренерського штабу клубу «Самп'єрдаренезе», до складу якого приєднався 1934 року. Відіграв за генуезький клуб наступні три сезони своєї ігрової кар'єри.
Протягом 1937—1941 років захищав кольори клубів «Лігурія» та «Спеція».
Завершив професійну ігрову кар'єру у клубі «Лігурія», у складі якого вже виступав раніше. Прийшов до команди 1941 року, захищав її кольори до припинення виступів на професійному рівні у 1943.
Помер 7 березня 1991 року на 80-му році життя у місті Лечче.

## Виступи за збірну
1936 року дебютував в офіційних матчах у складі національної збірної Італії. Протягом кар'єри у національній команді, яка тривала усього 1 рік, провів у формі головної команди країни 4 матчі, пропустивши 2 голи.
У складі збірної був учасником  футбольного турніру на Олімпійських іграх 1936 року у Берліні, здобувши того року титул олімпійського чемпіона.

## Титули і досягнення
- Олімпійський чемпіон: 1936